# Mort subite et inexpliquée en épilepsie
 (août 2013).
La Mort subite et inexpliquée en épilepsie (MSIE, mieux connue sous le sigle anglais de SUDEP) est une expression utilisée dans le cas de mort subite d’une personne atteinte d’épilepsie lorsque le décès résulte de problème respiratoire ou d’arrêt cardiaque inexpliqué après une crise. On ne doit pas la confondre avec le cas de personnes souffrant de crise prolongée comme l’état de mal épileptique qui, en lui-même, entraine fatalement une détérioration physiologique du cerveau et du rythme cardiaque normal ou cause une insuffisance respiratoire. Une autopsie ne révèle généralement aucune condition anormale chez les victimes. La SUDEP survient le plus souvent chez des personnes affectées de crises tonico-cloniques généralisées. Des études récentes montrent que la SUDEP se rencontrerait autant chez les enfants que chez les adultes, alors que l'on a longtemps pensé que les enfants étaient beaucoup moins touchés. L'incidence moyenne est de 1 décès pour 1000 patients-années (1 décès chaque année parmi 1000 patients suivis pendant une année;  cf pour ces 2 points: Conférence du Dr Elizabeth Donner, Canadian Epilepsy Teaching Network, Sudep : lessons learned, 17 Septembre 2021 - CETN Canadian Epilepsy Teaching Network, riche d'enseignement sur le sujet).).
Les principaux  facteurs de risque sont la présence de crises généralisées tonico-cloniques (risque multiplié par 15 pour les personnes ayant en moyenne plus de 3 crises par an), la récurrence des crises, ainsi que la présence de crises nocturnes, mais de nombreux décès ne correspondant pas à ces critères sont également constatés (cf : Conférence du Dr Elizabeth Donner, ci-dessus). Une reprise de crises généralisées tonico-cloniques CGTC après une  longue période d'accalmie pourrait être un facteur de risque supplémentaire. 
80 à 90% des décès par MSIE se produisent sans témoins : l'utilisation d'appareils de surveillance nocturne (même simple babyphone) peut être utile pour les personnes les plus à risque. Une vigilance constante rapprochée est recommandée dans la phase post-critique de la crise, notamment les 3 premières minutes (surveillance de la respiration et stimulation externe active par le proche ou personne présente). Il serait judicieux de coupler les dispositifs d'alerte en cas de crise nocturne existants à un stimulateur qui se déclencherait automatiquement en cas d'arrêt de la respiration (voix enregistrées, petites impulsions, etc). 
L'acteur américain Cameron Boyce est décédé d'une crise épileptique dans son sommeil le 6 juillet 2019 à seulement 20 ans. 
Les recherches montrent qu’environ 50 000 personnes meurent chaque année aux États-Unis de mal épileptique (crises prolongées), de la SUDEP et d’autres causes reliées aux crises. La SUDEP est responsable de 8 à 17 % des décès de personnes atteintes d’épilepsie. Environ 1 personne sur 100 affectées d’épilepsie sévère meurt de SUDEP chaque année. Chez les personnes atteintes d’épilepsie idiopathique légère (épilepsie dont on ne connait pas la cause), ce pourcentage diminue à 1 personne sur 1 000 par année.
L’organisation à but non lucratif Citizens United for Research in Epilepsy (CURE) poursuit ses efforts pour subventionner la recherche en vue de prévenir et de découvrir les causes de la SUDEP. Au Canada, l’Alliance canadienne de l’épilepsie/Canadian Epilepsy Alliance, et en France le Réseau Sentinelle Mortalité Épilepsie poursuivent les mêmes buts.

### Source de la traduction
- (en) Cet article est partiellement ou en totalité issu de l’article de Wikipédia en anglais intitulé « Sudden unexpected death in epilepsy » (voir la liste des auteurs).